# The Club
The Club es un videojuego de ficción y acción de disparos en tercera persona. El juego fue creado por Bizarre Creations y publicado por Sega. Está disponible para Windows, PlayStation 3 y Xbox 360.

## The Club
The Club es una organización ultrasecreta, solo conocida por los socios y un puñado de personas más. The Club recluta a marginados, excombatientes, delincuentes y a gente que desea un subidón de adrenalina. La misión en The Club es sencilla, matar o morir. The Club está dirigida y controlada por multimillonarios, mafiosos, narcos, presidentes, estrellas de rock o estrellas de Hollywood. En tu papel podrás seleccionar a 8 participantes en The Club y guiarlos por diversas misiones en los macabros circuitos de The Club.

## Personajes
- The Secretary: El encargado de reclutar y controlar a los participantes en The Club. Posee una frialdad extrema y no soporta a los traidores.

- Finn: Un hombre de mediana edad que se mueve como pez en el agua en el medio de los juegos y los trapicheos. Finn es un jugador compulsivo y depende de la suerte más de lo que le conviene. Finn es de nacionalidad irlandesa aunque vive en los Estados Unidos.

- Dragov: Un montañero y cazador soviético. Posee un cuerpo del tamaño de una montaña y una fuerza descomunal. Dragov es uno de los criminales más buscados de la historia de Rusia. Fue encarcelado en una prisión de Siberia, pero liberado por The Club para que participara en su "juego".

- Renwick: Es un exdetective de la policía de Nueva York. Renwick tiene casi 30 años de servicio en la policía a sus espaldas y es uno de los maderos más condecorados del cuerpo. Ahora que es un civil ha decidido entrar en The Club para rememorar sus días de gloria. Es de nacionalidad estadounidense.

- Kuro: Kuro es un hombre reclutado por The Club con pasado de policía. Kuro decidió infiltrarse en The Club con una identidad secreta de un terrorista japonés. Kuro se infiltró en The Club con la intención de desvelar sus macabros "juegos". Kuro es de nacionalidad japonesa.

- Seager: Un yonqui de la adrenalina. Sea lo que sea, Seager lo ha probado, desde carreras ilegales, boxeo sin guantes o todo tipo de deportes de riesgo. Seager siempre está en busca del siguiente subidón de adrenalina y no tiene problema alguno en matar por ello. Es de nacionalidad canadiense.

- Adjo: Un africano reclutado por The Club. Adjo lucha por proteger a su gente y a su pueblo y está dispuesto a hacer cualquier cosa por conseguirlo. Sea cual sea el pasado de Adjo, está intentando redimirlo. Adjo es un hombre noble aunque no tiene problema en matar por proteger a su gente.

- Killen: El niño mimado de The Club. Es uno de los pocos supervivientes veteranos del juego y posee el dudoso honor de tener el récord de muertes de la competición. Busca a alguien conocido y esa parece ser la razón por la que está en The Club. Completa el torneo para desbloquearlo. Es de nacionalidad australiana.

- Nemo: Nemo es uno de los trapos sucios de The Club y es un auténtico psicópata. Nemo está tremendamente tocado y donde antes había un cerebro, ahora solo hay ganas de matar. Completa el torneo para desbloquear a Nemo y sacar a la luz el turbio pasado de The Club. Es de nacionalidad británica.